# Oakfield (condado de Fond du Lac, Wisconsin)
Oakfield es un pueblo ubicado en el condado de Fond du Lac en el estado estadounidense de Wisconsin. En el Censo de 2010 tenía una población de 703 habitantes y una densidad poblacional de 7,59 personas por km².

## Geografía
Oakfield se encuentra ubicado en las coordenadas 43°40′33″N 88°35′21″O / 43.67583, -88.58917. Según la Oficina del Censo de los Estados Unidos, Oakfield tiene una superficie total de 92.59 km², de la cual 91.82 km² corresponden a tierra firme y (0.83%) 0.77 km² es agua.

## Demografía
Según el censo de 2010, había 703 personas residiendo en Oakfield. La densidad de población era de 7,59 hab./km². De los 703 habitantes, Oakfield estaba compuesto por el 98.01% blancos, el 0.28% eran afroamericanos, el 0.14% eran amerindios, el 0.28% eran asiáticos, el 0% eran isleños del Pacífico, el 0.28% eran de otras razas y el 1% pertenecían a dos o más razas. Del total de la población el 1.14% eran hispanos o latinos de cualquier raza.